# Krzepiszyn
Krzepiszyn – osada w Polsce położona w województwie kujawsko-pomorskim, w powiecie nakielskim, w gminie Kcynia.

## Podział administracyjny
Wieś Krzepiszyno, własność probostwa kcyńskiego, położona była w XVII wieku w powiecie kcyńskim województwa kaliskiego. W latach 1975–1998 miejscowość administracyjnie należała do województwa bydgoskiego.

## Demografia
Według Narodowego Spisu Powszechnego (III 2011 r.) liczyła 56 mieszkańców. Jest 39. co do wielkości miejscowością gminy Kcynia.